# Тьма (фильм, 2018)
«Тьма» (англ. The Dark) — англоязычный австрийский художественный фильм 2018 года, режиссёрсий дебют Джастина П. Лэнга. Оператор картины Клеменс Хюфнагл выступил в качестве сорежиссёра. Фильм сочетает жанр хоррора и драмы, повествуя о живущей в лесу девушке — «ожившем мертвеце», которая становится защитницей слепого юноши, оказавшегося в лесу.
Премьера фильма состоялась 21 апреля 2018 года на кинофестивале независимого кино «Трайбека», где за год до этого исполнительница главной роли Надя Александер была отмечена призом за роль в фильме «Вина».

## Сюжет
В американской глубинке мужчина останавливается возле заправки, покупает продукты и смотрит карту местности. Владелец заправки догадывается, что мужчина ищет место под названием «Логово дьявола», находящееся неподалёку, про которое ходят слухи, что там живёт монстр, убивающий всех, кто оказывается там. Когда по телевизору передают срочное сообщение с фотографией разыскиваемого преступника, это оказывается фото мужчины-покупателя, и он убивает владельца заправки выстрелом из пистолета.
Добравшись до «Логова дьявола» в лесу, мужчина заходит в заброшенный дом, где на втором этаже находит комнату с кроватью, стены которой увешаны рисунками. Внезапно на мужчину нападает девушка с лицом, покрытыми глубокими шрамами, и преследует его в доме и в лесу, где убивает его топором. Она вгрызается во внутренности мужчины. Как выясняется в дальнейшем, эта девушка — Мина, оживший мертвец, и она и есть монстр, убивающий всех, кто пытается проникнуть в «Логово дьявола». В машине мужчины девушка обнаруживает слепого юношу Алекса, глаза которого изуродованы и заросли кожей. Он напуган и зовёт мужчину (Йозефа). Девушка оставляет юношу в живых. Утром местность осматривает полицейский, который находит юношу в машине и говорит, что его давно разыскивают. Думая, что Йозеф поблизости, полицейский заходит в дом, где на него набрасывается девушка, вырывая глаза, а затем убивает. Затем она уводит юношу в лес, чтобы избежать преследования. Они прячутся в укрытии в лесу. Из флэшбека становится ясно, что когда-то девушка жила в доме, который теперь заброшен. После смерти отца её мать привела в дом бойфренда, присутствие которого пробуждало в Мине тёмное начало, так что она начинала рисовать страшные или страдающие лица. Когда Мина подверглась домогательствам со стороны бойфренда её матери, она укусила его, за что он убил её, ударяя по голове снежным шаром, а затем похоронил в лесу.
Чтобы достать телефон для Алекса, Мина находит в лесу троих мужчин, которые разыскивают Алекса и Йозефа, и убивает двоих из них, тогда как третий убегает к дороге, где его насмерть сбивает автомобиль. Алекс звонит по телефону, но хотя трубку снимает женщина, он не говорит с ней. Мина и Алекс выходят из леса и заходят в один из ближайших домов, где на плите варится суп. Хозяйка дома наставляет на Мину ружьё, но её ножом убивает Алекс, защищая Мину. Пока Алекс спит, Мина переодевается. Она также замечает изменения в своей внешности: её шрамы затягиваются, глаза из полностью чёрных становятся близки к обычным, она больше не может разрывать зубами тело человека и, напротив, снова может есть человеческую еду. Она звонит по номеру, по которому звонил Алекс, и из слов женщины, взявшей трубку, понимает, что Алекс когда-то был похищен Йозефом. Из флэшбека становится ясно, что после захоронения Мина восстаёт из могилы, берёт топор и первой убивает свою мать.
Пока Мина сидит над трупом женщины, в дом приезжает дочь женщины с мужем. Они увозят Алекса, а Мина догоняет машину и на ходу подбирается к кабине. Увидев её, водитель врезается в дерево. Алекс ранен, но Мина обещает ему, что она больше не даст его в обиду, и что скоро приедут врачи и помогут ему. Она скрывается в лесу и видит, как «скорая помощь» забирает Алекса.
Утром Мина, к которой полностью вернулась её внешность при жизни, забирает из дома памятные ей вещи. У озера она рисует, и на этот раз лицо на картине не злое: тёмное начало отступило от Мины. Она выходит на то же шоссе, где началось действие. Проезжающая мимо женщина предлагает подвезти её, и Мина садится в машину.

## В ролях
- Надя Александр — Мина
- Тоби Николс — Алекс
- Карл Марковиц — Йозеф Хофер
- Сара Мерфи-Дайсон — Норин, мать Мины
- Дилан Троубридж — бойфренд Норин
- Дэн Бирн — полицейский
- Маргарете Тизель — Агнес (женщина в доме у леса)

## Съёмки
Съёмки фильма проходили близ городка Парри-Саунд в процинции Онтарио в Канаде.

## Награды
- 2018 — Международный кинофестиваль фантастических фильмов Fantaspoa в Порту-Алегри (Бразилия): приз за лучший сценарий[4]

## Критика
Фильм получил в целом положительные отзывы кинокритиков. На сайте Rotten Tomatoes рейтинг составляет 90 %, основываясь на 21 рецензии со средним баллом 6,48 из 10. 
Деннис Харви из «Variety» задается вопросом о том, нужен ли был столь неожиданный приём, как введение в сюжет девушки-зомби, из-за чего «Тьма» в целом остаётся промежуточным между зомби-фильмом и психологической драмой, а серьёзные проблемы насилия по отношению к детям оказываются «тривиализованными» элементами хоррора.
Рецензент «New York Times» Тео Багби отметил, что исходный материал фильма — судьба двух родственных душ, подростков, пострадавших от насилия, — можно было представить более «тонко», тогда как у режиссёра «слишком тяжёлая рука». По его мнению, Мина и Алекс в фильме выглядят не как конкретные личности, а как «кейсы» для рассмотрения последствий травм, так что воздействие фильма скорее клиническое, нежели «катартическое».